# Kenneth T. Bibb

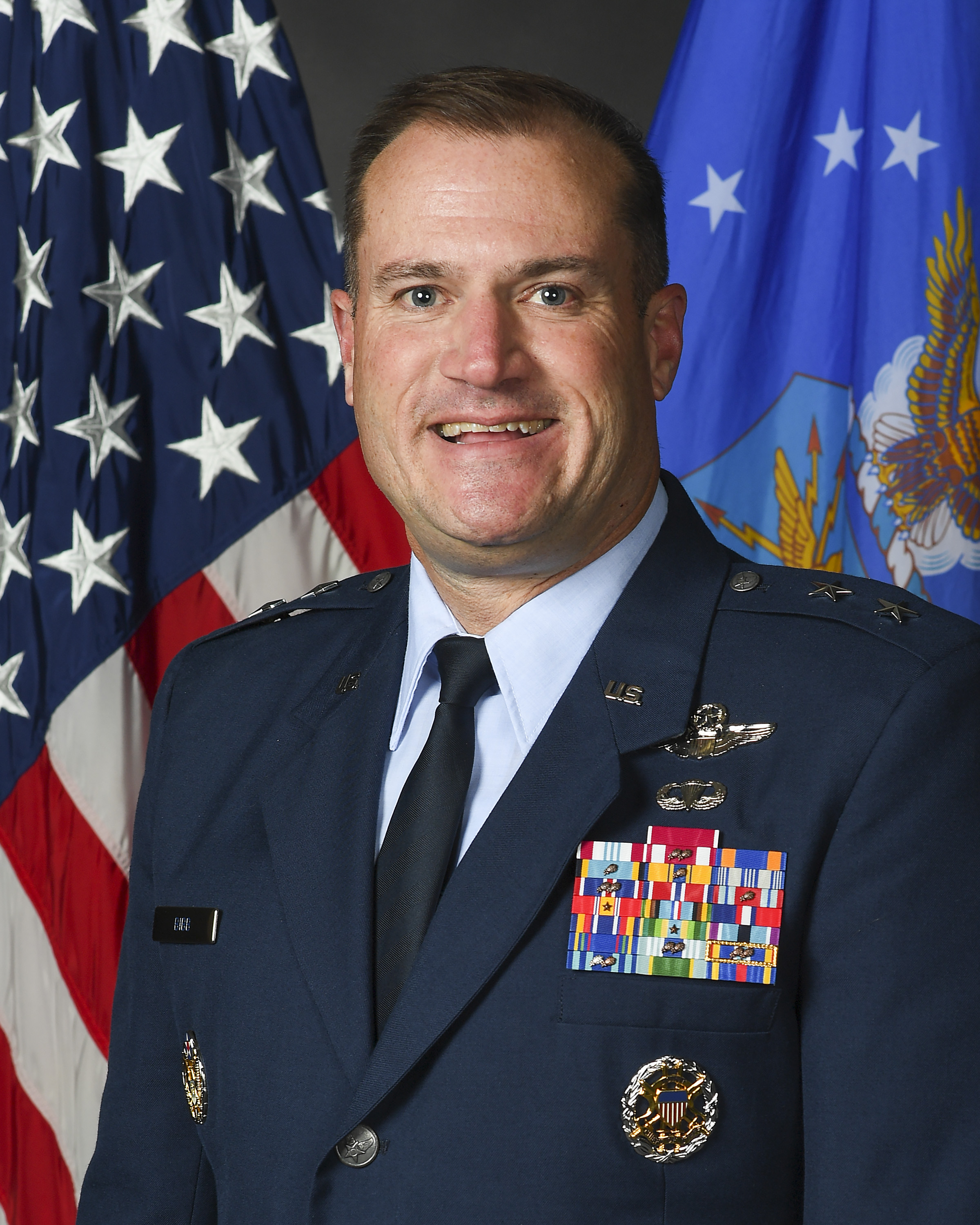
Kenneth Bibb (2019)

Kenneth Thad Bibb Jr. (* um 1969) ist ein pensionierter Generalmajor der United States Air Force. Er war unter anderem Kommandeur der 18. Luftflotte.
Im Jahr 1991 absolvierte er die United States Air Force Academy in Colorado Springs. Nach seiner Graduation wurde er als Leutnant in das Offizierskorps der Air Force aufgenommen. In der Folge durchlief er alle Offiziersgrade vom Leutnant bis zum Zwei-Sterne-General.
Im Lauf seiner militärischen Karriere absolvierte er verschiedene Kurse und Schulungen. Dazu gehörten unter anderem eine Ausbildung zum Kampfpiloten und weitere Fortbildungskurse als Pilot neuer Flugzeugtypen; die Embry-Riddle Aeronautical University; die Squadron Officer School auf der Maxwell Air Force Base in Alabama; das Air Command and Staff College (über einen Fernkurs); das Air Force Institute of Technology; das Air War College; den Senior Course am NATO Defense College in Rom in Italien; die Joint and Combined Warfighting School; den Senior Leader Orientation Course; den Capstone General and Flag Officer Course; den Joint Forces Air Component Commanders Course und den Senior Joint Information Operations Applications Course. Außerdem erhielt er einen akademischen Grad von der University of Virginia.
In seinen frühen Jahren als Offizier der Luftwaffe war er an verschiedenen Stützpunkten in den Vereinigten Staaten stationiert. Dabei war er als Pilot, Flugausbilder oder Stabsoffizier bei unterschiedlichen Einheiten tätig. Dazwischen absolvierte er die erwähnten Schulungen. Als Stabsoffizier war er unter anderem im Hauptquartier der Air Force tätig. Nach seinem Studium am NATO Defense College in Rom (Januar bis Juli 2012) wurde Bibb auf die Ramstein Air Base in Deutschland versetzt. Dort war er zwischen Juli 2012 und Juni 2013 als Oberst stellvertretender Kommandeur des 86. Transportgeschwaders (86th Airlift Wing).
Anschließend wurde er nach England zur Flugbasis Mildenhall beordert. Zwischen Juni 2013 und Juni 2015 kommandierte er dort das 100. Luftbetankungsgeschwader (100th Air Refueling Wing). Seine nächste Aufgabe führte ihn auf die Scott Air Force Base in Illinois. Zwischen Juni 2015 und Juli 2018 gehörte er dem Führungsstab des 618th Air Operations Centers an. Zunächst war er dessen stellvertretender und schließlich regulärer Kommandeur. Es folgte eine Versetzung zur Wright-Patterson Air Force Base in Ohio. Beim dortigen Air Force Materiel Command (AMC) leitete er zwischen Juli 2018 und August 2020 zunächst die Stabsabteilung für Luft- und Raumoperationen und dann die Stabsabteilung für Planungen, Programme, Bedarf und Analysen.
Im August 2020 übernahm er auf der Scott AFB als Nachfolger von Sam C. Barrett das Kommando über die 18. Luftflotte. Dieses Amt bekleidete er bis zum August 2022, als er von Corey J. Martin abgelöst wurde. Sein letzter Auftrag führte ihn zum Hauptquartier der Luftwaffe. Dort bekleidete er bis zu seiner Pensionierung im Jahr 2024 das Amt des stellvertretenden Generalinspekteurs der Air Force.
Während seiner aktiven Zeit als Militärpilot absolvierte er über 5100 Flugstunden auf verschiedenen Flugzeugtypen.

## Daten der Beförderungen
| Abzeichen | Rang               | Jahr             |
| --------- | ------------------ | ---------------- |
|           | Second Lieutenant  | 29. Mai 1991     |
|           | First Lieutenant   | 29. Mai 1993     |
|           | Captain            | 29. Mai 1995     |
|           | Major              | 1. März 2002     |
|           | Lieutenant Colonel | 1. Dezember 2006 |
|           | Colonel            | 1. Oktober 2010  |
|           | Brigadier General  | 2. August 2016   |
|           | Major General      | 2. Oktober 2019  |

## Orden und Auszeichnungen
Kenneth Bibb erhielt im Lauf seiner militärischen Laufbahn unter anderem folgende Auszeichnungen:
- Air Force Distinguished Service Medal
- Legion of Merit
- Defense Meritorious Service Medal
- Meritorious Service Medal
- Air Medal
- Aerial Achievement Medal